# Agutí
L'agutí (Dasyprocta leporina) és una espècie de rosegador histricomorf de la família Dasyproctidae pròpia de Sud-amèrica. Habita en els boscos de Veneçuela, Guyana, la Guaiana Francesa i el Brasil. Ha estat introduït en les Antilles. Al Brasil se'n diu cutia (IPA: ku'tʃia).

## Característiques
Pesa entre 3 i 6 kg. Mesuren 42 a 62 cm de llargada amb una cua de 2 cm. El seu pèl és castany a ataronjat. Les potes anteriors tenen quatre dits, les posteriors tres.